# Роднянская, Ирина Бенционовна
Ири́на Бенцио́новна Родня́нская (род. 21 февраля 1935, Харьков, УССР, СССР) — советский и российский литературный критик, литературовед. Одна из авторов Краткой литературной энциклопедии.

## Биография
Родилась в семье врача (эндокринолога и терапевта) Бенциона Борисовича Роднянского и преподавательницы вокала Миры Михайловны Эстрович, двоюродной сестры кинорежиссёра Сергея Герасимова. Дед, народоволец Михаил Борисович Эстрович (1869, Двинск — 1938, Москва), политкаторжанин, был расстрелян в 1938 году. Племянница сценариста З. Б. Роднянского и тётя продюсера Александра Роднянского.
В годы Великой Отечественной войны семья находилась в эвакуации в Сталинске Кемеровской области. По окончании войны жила в Черновцах, где её отец после демобилизации работал доцентом в медицинском институте. Окончила Московский библиотечный институт (1956).
По распределению с 1956 по 1958 годы работала методистом Сталинской городской библиотеки в Кемеровской области. Проводила читательскую конференцию во дворце Кузнецких металлургов.
Член Союза писателей СССР (с 1965). Возглавляла отдел критики редакции журнала «Новый мир».
Лауреат премии Александра Солженицына 2014 года «за преданное служение отечественной словесности в её поисках красоты и правды, за требовательное и отзывчивое внимание к движению общественной мысли на фоне времени».
Двоюродный брат — авиаконструктор Лазарь Маркович Роднянский.

## Творчество
По мнению критика Евгения Ермолина, литературно-критическая деятельность Роднянской — «это опыт христианского взгляда на литературу. Её основной предмет — литература в контексте вечности, sub specie aeternitatis. <…> Да, она чужда доктринёрству, ригоризму. Но это ещё не повод и ещё не причина. С критериями и ценностями у Роднянской полный порядок. Они есть. <…> Долгий стаж и сложный религиозный опыт исключают впадение в неофитский раж, в азартное обличительство. Наш критик не идеологизирует веру, не подгоняет художника под догму. 
И с морализаторством у Роднянской всё так, как должно быть: в меру. Ей вообще чуждо стремление найти себе пригорок повыше, чтоб судить пожёстче, поядрёней. Она в принципе не прокурор. Взамен у неё — спокойное, вдумчивое размышление о новых явлениях с устойчивых, прочных позиций хорошо отрефлексированной, освоенной и осмысленной религиозной эстетики. Эстетики, проведённой через горнило минувшего века, проблематизировавшего вообще всё и искусство, в частности. 
Новая христианская эстетика не может уже быть наивной. Она очень серьёзна в основе основ, она требовательна, она ждёт от тебя полной выкладки. Тут не расслабишься. Гармоническое триединство истины, добра и красоты переживается ею как проблема, не имеющая простых решений. Или вовсе не имеющая сегодня — как, быть может, всегда — окончательных решений (об этом у Роднянской есть замечательные пассажи в её суждениях о Ходасевиче, и не только о нём). 
Это поиск с риском неудачи, поражения. Это жизнь на грани. Это драма судьбы и подчас трагическое несовпадение себя с собой, конфликт разных в себе начал, контраст между заданием и реализацией… Это неочевидная истина (при убеждённости в её наличии), нетрадиционная красота, это добро и зло как проблема, а не как детские прописи. Роднянская замечательно это чувствует и отчётливо формулирует».

### Сочинения
- Давыдов Ю. Н., Роднянская И. Б. Социология контркультуры (инфантилизм как тип миросозерцания и социальная болезнь) / АН СССР, Институт социологических исследований. — М.: Наука, 1980. — 264 с.
- Роднянская И. Б. Художник в поисках истины. — М.: Современник, 1989. — ISBN 5-270-00615-4.
- Роднянская И. Б. Литературное семилетие (1987—1994). — М.: Книжный сад, 1995. — 320 с.
- Роднянская И. Б. Движение литературы: в 2-х томах. — М.: Языки славянских культур, 2006. — 1230 с. — (Studia philologica). — ISBN 5-9551-0147-0[9]

#### Статьи
- Ирина Роднянская. «Христианская нация» в заколдованном мире // Знамя. — 2018. — № 5. — Рубрика «Пристальное прочтение».
- Ирина Роднянская. Энциклопедия насилия — азбука человечности // Знамя. — 2021. — № 8. — Рубрика «Книга как повод». (о В. В. Ремизове)